# Donorejo (Secang)
Donorejo is een bestuurslaag in het regentschap Magelang van de provincie Midden-Java, Indonesië. Donorejo telt 2054 inwoners (volkstelling 2010).